# Rhinanthus antiquus
Rhinanthus antiquus är en snyltrotsväxtart som först beskrevs av Jakob von Sterneck, och fick sitt nu gällande namn av Schinz och Thell.. Rhinanthus antiquus ingår i släktet skallror, och familjen snyltrotsväxter. Inga underarter finns listade i Catalogue of Life.